# 第4版 (マジック:ザ・ギャザリング)
第4版（4th Edition）はマジック:ザ・ギャザリングのカードセット。1995年3月にアメリカで発売された。全378種類（絵違い含む）。略記は4E。
初めて日本語版が発売されたセットであり、日本語版には黒枠と白枠の2種類が存在する。リバイズドでタップシンボルが斜めのTに変更されたが、第4版では曲がった矢印に変更された。第4版以前のカードセットが発売されていない国に対応してクロニクルとルネッサンスが第4版を補完するという形で発売された。また、第4版の印刷が間に合わず、本来の印刷所とは別の場所で印刷されたアルターネイト第4版が存在し、印刷品質が違い希少なため、大変高価である。

## 代表カード
- 精神錯乱、天秤、ミシュラの工廠、露天鉱床。